# Segundo golpe de Estado de José Miguel Carrera

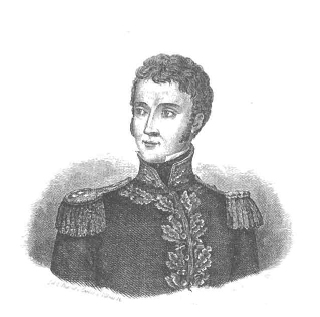
A pesar de que el mayor ganador de este segundo golpe fue José Miguel Carrera, fue Juan José Carrera el ejecutor de la parte militar del golpe, junto a su batallón de granaderos.

El segundo golpe de Estado de José Miguel Carrera (también conocido como Revolución del 15 de noviembre) fue un movimiento militar ocurrido en Chile los días 15 y 16 de noviembre de 1811 y llevado a la práctica por los hermanos Carrera, teniendo en su fase militar la mayor preponderancia las acciones de Juan José Carrera, pero que en su fase política significó el triunfo de su hermano José Miguel, quien ascendió a la primera magistratura ejecutiva al ser nombrado Presidente de la nueva Junta Provisional de Gobierno, que reemplazó a la antigua Junta Ejecutiva.
El golpe mantuvo formalmente al Congreso, pero estableció un triunvirato integrado por José Gaspar Marín (por Coquimbo) y Bernardo O'Higgins —como suplente de Juan Martínez de Rozas— por Concepción y encabezado por el mismo Carrera (por Santiago), dando así comienzo a la controversia sobre sus motivaciones e intenciones.
Este golpe de Estado significó, paralelamente, una aceleración aún mayor de las ideas patrióticas, pero a la vez supuso una preocupación significativa por el rumbo que podía tomar la revolución, pues muchos vieron en esta acción la posible entronización de una dictadura militar en Chile.
También el golpe ha sido visto como la victoria principal de los hermanos Carrera, quienes después de esta fecha sostendrán los hilos de la revolución en Santiago, sin tener quienes se contrapusieran a su poder efectivo.
A su vez, este golpe fracturó las relaciones entre el gobierno de Santiago y la Junta Provincial de Concepción, quienes desconocieron la legitimidad de la nueva Junta liderada por Carrera y hasta julio de 1812 se temió una guerra civil al interior de la naciente República.